# Reasonable Doubt
Reasonable Doubt är rapparen Jay-Zs debutalbum. Det släpptes 25 juni 1996 och innehåller produktioner av bland andra DJ Premier. Bland gästartisterna märks Mary J. Blige, Memphis Bleek och The Notorious B.I.G..
I USA nådde albumet som högst 23:e plats på Billboard 200 och sålde under 2002 guld. Till och med 2006 har skivan sålts i 1.4 miljoner exemplar. Fyra singlar släpptes från albumet där de två mest populära var "Ain't No Nigga" och "Can't Knock the Hustle". Båda nådde plats 40 i Storbritannien, men var betydligt mindre populära i USA.
Reasonable Doubt fick mycket kraftfulla recensioner och ansågs av många som höjdpunkten av hans karriär och en "odiskutabel klassiker".
Reasonable Doubt och Raekwons Only Built 4 Cuban Linx... anses ha populariserat Mafioso rap och "revolutionerat hiphopscenen".

## Kuriosa
2007 gjordes en dokumentär om inspelningen av albumet i serien Classic Albums.

## Låtlista
1. "Can't Knock the Hustle" (feat. Mary J. Blige) - 5:17
2. "Politics as Usual" - 3:41
3. "Brooklyns Finest" (feat. The Notorious B.I.G.) - 4:36
4. "Dead Presidents II" - 4:27
5. "Feelin' It" (feat. Mecca) - 3:48
6. "D'Evils" - 3:31
7. "22 Two's" - 3:29
8. "Can I Live" - 4:10
9. "Ain't No Nigga" (feat. Foxxy Brown) - 4:03
10. "Friend or Foe" - 1:49
11. "Coming of Age" (feat. Memphis Bleek) - 3:59
12. "Cashmere Thoughts" - 2:56
13. "Bring It On" (feat. Big Jaz & Sauce Money) - 5:01
14. "Regrets" - 4:34
15. "Can I Live It II" - 3:57
16. "Can't Knock the Hustle" (feat. Meli'sa Morgan) (Fools Paradise Remix) - 4:45